# 丙種證券商
丙種證券商是台灣特有的台股證券術語，指非法私人地下交易的股票，可能是未上市公司或上市公司但私下釋出的股票作為商品，由私人地下搓和交易，從事此種的掮客就稱為丙種證券商或簡稱丙種。
丙種的由來是證券商根據早期的台灣證交法只有兩種業務，一為證券經紀商，原先稱為甲種證券商；二為證券自營商，原先稱為乙種證券商。官方並沒有所謂丙種業務，所以這類人自我戲稱為丙種證券商，逐漸廣為流傳甚至導致不少人誤認為確實有丙種執照存在，但實際上完全是非法。
丙種交易通常會要求賣方公司股票質押給買主，而還款日期是股票賣出之日，丙種商也可以暫墊款給買主客戶但利息頗高，金額最大為買進額的七成，客戶僅付給丙種經紀三成自備保證金就可以操作。由於丙種交易含巨大風險之餘確實也含有潛在巨大利潤，如果是正規有經營的企業且即將上市日期不遠，因為臨時周轉需要找上丙種管道，賣價通常非常便宜且又能由丙種商墊款七成，有些買主的三成金額在該公司正式上市上櫃前夕或之後能翻上五倍以上利潤，也是丙種黑市能長期存在的理由。
然而丙種交易的風險極大，該掮客商來歷不明，所售企業也可能來歷不明是造假公司，一切都缺乏資訊透明化，所以詐騙和捲款新聞屢見不鮮，不少投資人血本無歸，中華民國官方嚴格禁止丙種交易也不承認相關合約。證券商違法從事丙種墊款（券）係違反證券交易法第六十條第一項未經主管機關核准，辦理有價證券之融資或融券，應依同法一百七十五條規定，處二年以下有期徒刑、拘役或科或併科新台幣180萬元以下罰金。